# 西尾三枝子
西尾 三枝子（にしお みえこ、1947年7月11日 - ）は、日本の女優。
鹿児島県加世田市（現・南さつま市）出身。身長158cm、体重52kg。

## 来歴

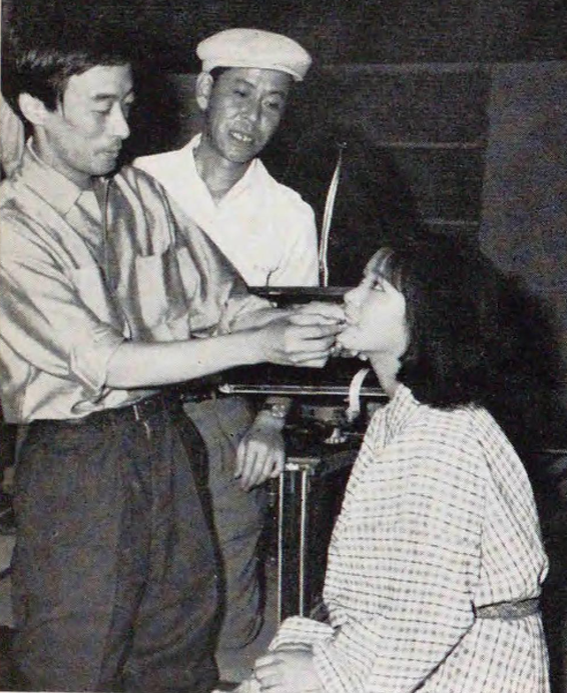
『砂の上の植物群』（1964年）の撮影現場。左から原作者の吉行淳之介、監督の中平康、出演者の西尾。

1963年、第7期日活ニューフェイスとして入社し、1964年にデビュー（同期は山本陽子、谷隼人、沖田峻一郎など）。主に青春映画を中心として活躍した。特にデビュー当初はまだ現役の女子高校生だったが、高校生とは思わせないほどの演技ぶりを見せていた。
また歌唱力にも長けており歌手としても活動したが、大ヒットには恵まれなかった。
1966年に日活を退社。その後、徐々にヌード、セクシー路線への出演を要求されるようになったことも伴い、活動の場をテレビドラマへ移行。数々のテレビドラマでレギュラーに、ゲストにと活躍するようになる。
結婚などに伴い休業していたが2000年頃より活動を再開。「女性中心の舞台を演じてみたい」という想いがつのり、その念願叶い劇団「女塾」を旗揚げ。自らプロデューサーとして活動を行った。
元プロレスラー・元プロレスレフェリーのマイティ井上、大衆演劇俳優の松井誠は元夫（共に離婚）。松井との息子に俳優の和悠斗がいる。赤坂でカラオケスナックを経営していたが、2019年を以て閉店している。

## 主な出演作品

### テレビドラマ
- 美しい十代（1964年 日活） - 竹内ミカ
- 明日ある道（1964年）
- おにぎり（1966年）- ゲスト
- 泣いてたまるか（1966年、1968年）- ゲスト・セツコ 役、他
- 山のかなたに（1966年）
- 魚河岸の石松（1966年）- 第9話ゲスト
- 愛（かな）しき哉（1966年）- 関沢節 役
- 新吾十番勝負 第12話「狼谷の決斗」（1966年、TBS / 松竹テレビ室）- エミ
- 太郎（1967年）- 第9話ゲスト・みち子
- 鉄道公安36号（1967年）- ゲスト
- てなもんや三度笠（1967年）- 第268話ゲスト・おみえ
- 青空に叫ぼう（1967年）- 村瀬麻紀
- お嫁さん（1967年）- 第2シリーズ・北野智子
- 恋はいろいろ（1967年）- 踊り子ゆかり
- わが敵（1967年）
- 蛍火（1967年）- 後編ゲスト・お良
- 野次馬がいく 第8話「泣くな!大親分」（1967年）- ゲスト・お雪
- 愛の歌（1967年）
- 青島幸男の しまった!（1967年）- ゲスト
- 東芝日曜劇場 わが敵（1967年）
- 東京警備指令 ザ・ガードマン（1967年 TBS / 大映テレビ）- 第134話ゲスト・絵理
- 銭形平次（CX / 東映）
  - 第80話「待っていた女」（1967年） - おゆき
  - 第165話「満月の影」（1969年） - お町
- 秘密指令883（1967年）- 第11話ゲスト・夏目
- ローンウルフ 一匹狼（1967年）- 第11話ゲスト
- 風 第13話「絵姿五人小町」（1967年） - 五人小町の志津
- もがり笛（1968年）
- 刑事（でか）さん（1968年）- 第6話ゲスト
- ジョン万次郎（1968年）- 第2話ゲスト・小夜
- 木下恵介アワー おやじ太鼓（1）（1968年 TBS）- 水原トシ  　第8話、第9話、第17話、第21話、第28話、第29話、第37話
- あねいもうと（1968年）- けい子
- 次郎長三国志（1968年）- ゲスト
- 七人の刑事（1968年）- ゲスト
- 道頓堀（1968年）- ゲスト・おしず
- 鞍馬天狗（1968年）- 第84話ゲスト・喜多
- 喧嘩太郎（1969年）- ゲスト
- 大奥（1969年）- 第20・21話ゲスト・女中せき
- 頑張れ!かあちゃん（1969年）- はま子
- おやじとオレと（1969年）- ゲスト
- 東京バイパス指令（1969年）- 第29話ゲスト・麻美
- 木下恵介アワー おやじ太鼓（2）（1969年 TBS）- 水原トシ 　第41話、第50話、第65話（話数は第一部からの連続）
- パンとあこがれ（1969年）- 島村静子
- サインはV（1969年 TBS）- 朝丘ミヨ
- 新・平四郎危機一発（1969年）- ゲスト
- 特別機動捜査隊（NET / 東映）
  - 第429話「愛の日記」（1970年） - 西野恵子
  - 第749話「女ごころの謎」（1976年） - 小谷ルミ
  - 第758話「愛情の海」（1976年） - 中杉保子
- 素浪人 花山大吉（1970年）- 第58話ゲスト
- ライオン奥様劇場 夜のかげろう（1970年）- 都築葉子
- 孤島の太陽（1970年）- ゲスト
- ゴールドアイ（1970年 NTV / 東映）- 第12話ゲスト
- キイハンター（1970年 TBS / 東映）- 第111、121話ゲスト
- どこかでなにかが（1970年）- 早乙女梅子
- プレイガールシリーズ（12Ch / 東映）
  - プレイガール
    - 第66話「女は濡れ場で強くなる」（1970年） - ゲスト・マヤ
    - 第69話「殺しの前に入浴を」（1970年）〜第287話「男見るべからず プレイガール最後の決闘」（1974年） - レギュラー・山尾三枝子

  - プレイガールQ
    - 第9話「女の野性は夜燃える」（1974年） - 郁代
    - 第14話「女極道うらみ節」（1975年） - 池上玲子
    - 第24話「女は一度勝負する」（1975年） - 万里子
    - 第33話「女の武器は燃えた肌」（1975年） - 小泉杏子
    - 第41話「放送300回記念・東京エマニエル夫人」（1975年） - クラブ・エマニエルの客（ノンクレジット）
    - 第63話「女ごろし裸の手配師」（1976年） - 和恵
    - 第67話「殺しを呼んだ女の柔肌」（1976年） - 大友小夜子
- 親ばか子ばか（1971年）- ゲスト
- 恐怖劇場アンバランス（1973年☆）- 第9話ゲスト・小野寺涼子
- 非情のライセンス（1973年 NET / 東映）- 第29話ゲスト・中原久美
- 大江戸捜査網（12Ch / 三船プロ）
  - 第160話「反逆の女猫」（1974年） - おしゅん
  - 第210話「燃える屍」（1975年） - おとせ
  - 第218話「富士に響く銃声」（1975年） - お信
  - 第317話「傷だらけ涙の人情駕籠」（1977年） - おうめ
  - 第345話「やくざ同心怒りの復讐」（1978年） - しの
- 傷だらけの天使（1975年）- 第23話ゲスト・西広美
- 太陽にほえろ! 第158話「顔」（1975年 NTV）- 菅原照子
- 必殺シリーズ（ABC / 松竹）
  - 必殺仕置屋稼業 第6話「一筆啓上怨霊が見えた」（1975年） - おその
  - 必殺仕事人 第44話「艶技 鬼面潰し」（1980年） - 真佐木の局
- 燃える捜査網（1975年）- 第11話ゲスト
- 大都会シリーズ （NTV / 石原プロ）
  - 大都会 闘いの日々（1976年）- 第2話ゲスト・中山マチ子
  - 大都会 PARTII（1977年）- 第26話ゲスト・並木のぶこ
- 大非常線（1976年 NET / 東映）- 第5話ゲスト
- ベルサイユのトラック姐ちゃん（1976年）- 第13話ゲスト・ミヤコ
- 土曜ワイド劇場（EX）
  - 魅せられた美女・江戸川乱歩の「十字路」（1978年 松竹）- 伊勢友子
  - 松本清張の小さな旅館（1981年）
  - 松本清張の駅路 謎の伊勢路殺人紀行（1982年）- 福村慶子
  - 松本清張の断線（1983年）- 木崎
  - 痴漢 エリート団地妻VSハイミス姉妹（1984年）
  - 新・女捜査官 第5話「バラバラ殺人の鍵は変身美女?」（1983年）
- 池中玄太80キロ（1980年 NTV）- ゲスト・小林喜美子
- さよならお竜さん（1980年）
- 警視-K（1980年）- 第8話ゲスト・杉村千枝
- 斬り捨て御免!
  - 第1シリーズ 第10話「小太刀に濡らす涙雨」（1980年）- おしの
  - 第3シリーズ 第7話「「謀略血で染めた御用金強奪」（1982年） - お紋
- 桃太郎侍（1981年 NTV / 東映）- 第253話ゲスト
- ザ・ハングマン 第36話「恐怖の処刑 空中引き回し」（1981年） - 三原恵子
- ドラマ・人間 '81年型説教強盗（1981年）
- 特捜最前線（EX / 東映）
  - 第231話「十字路・ビラを配る女!」（1981年） - 茅原美佐
  - 第314話「妻たちの犯罪日誌!」（1983年）
  - 第339話「愛を裏切った女!」（1983年）
- 火曜サスペンス劇場「校内暴力殺人事件－狙われた女教師」（1982年）
- 松平右近事件帳（1982年）- 第1話ゲスト・お楽
- ザ・サスペンス 遠きに目ありて（1982年）- 長谷部玉枝
- ザ・ハングマンII（1982年）- 第16話ゲスト・松田貴子秘書
- 木曜ゴールデンドラマ「私が殺した女」（1982年）
- ポーラテレビ小説 おゆう（1983年）
- プレイガール'92（1992年 TX / 東映）
- 新・京都迷宮案内（2003年）- 第3話ゲスト・坂上洋子

### その他のテレビ番組
- あなたは名探偵（1971年）
- オールスター家族対抗歌合戦 - マイティ井上一家として

### 映画

『砂の上の植物群』（1964年）

- 美しい十代（1964年2月）- 竹内ミカ
- 若い港（1964年5月）- 毛利圭子
- 間諜（スパイ）中野学校 国籍のない男たち（1964年5月）- 宋玉琴
- 砂の上の植物群（1964年8月）- 津上明子
- 黒いダイスが俺を呼ぶ（1964年10月）- 堀茂子
- 大日本コソ泥伝（1964年12月）- 豊臣末子
- 男の紋章 喧嘩状（1964年12月）- 智恵
- 花咲く乙女たち（1965年1月）- 林田サツキ
- 悲しき別れの歌（1965年3月）- 風見友子
- 大日本チャンバラ伝（1965年4月）- 中村リンゴ
- 続・キューポラのある街　未成年（1965年4月）- ノン子
- 青春とはなんだ（1965年7月）- 樋口育子　※事実上のヒロイン
- 男の紋章 流転の掟（1965年7月）- 滝村琴枝
- 明日は咲こう花咲こう（1965年8月）- 小川チエ
- ぼくどうして涙がでるの（1965年10月） - 森田看護婦
- 拳銃無宿 脱獄のブルース（1965年12月）- 武原晴子
- 高原のお嬢さん（1965年12月）- 遠藤光子
- 男の紋章 竜虎無情（1966年1月）- 利江
- 俺にさわると危ないぜ（1966年2月）- フユ子
- 日本任侠伝 花の渡世人（1966年6月）- 高之美津
- 夜のバラを消せ（1966年7月）- 田門正子
- 私、違っているかしら（1966年7月）- 片山幸子
- また逢う日まで　恋人の泉（1967年10月）- 原田陽子
- 波止場女のブルース（1970年10月）- 花村貴子
- 凍河　とうが（1976年4月）- 薬剤師
- プレイガール（2003年4月）- 沢木の昔の仲間

### オリジナルビデオ
- 時空警察ヴェッカー（2001年）- 時空警察幹部（友情出演）
- ウィッチクローズ（2002年）- もんじゃ焼き屋の常連客（友情出演）

### 舞台
- 竜小太郎公演　瞼の母（2003年）
- 沢たまき追悼公演 プレイガール『ING』（2004年）
- 女塾第6回公演　サマー・キャンドル（2005年）
- 女塾新春特別公演　侠女狂艶騒動譚（2006年）
- 女塾プロデュース公演　蒼空　空どこまでも蒼く（2006年）
- 劇集団鴉組公演　侠客（2006年）
- 博品館劇場公演　銀座ロマンpartIVとまり木の唄（2007年）

## 音楽

### シングル
- スカーレットの花 / ここにも同じ空がある（1965年5月10日・日本クラウン）
- あなたがすべて / わたしの彼（1968年8月・ローヤルレコード）
- 愛の日記 / 花びらと恋人たち（1969年9月・ローヤルレコード）
- 短い手紙 / 探した幸わせ（1971年10月10日・コロムビア）

### オムニバスアルバム
- 日活映画スター大集合（2006年5月）-「スカーレットの花」を収録
- 魅惑のムード☆秘宝館（2003年）-「短い手紙」を収録
- 沢たまき&プレイガール ミュージックコレクション（2004年4月21日）-「短い手紙」を収録
- 怨歌情死考～女たちの挽歌～（2017年12月20日）-「短い手紙」、「探した幸わせ」を収録

## その他の活動
- プレイガールオフィス・トークショー「プレイガール伝説」（2000年）